# Orbis terrarum

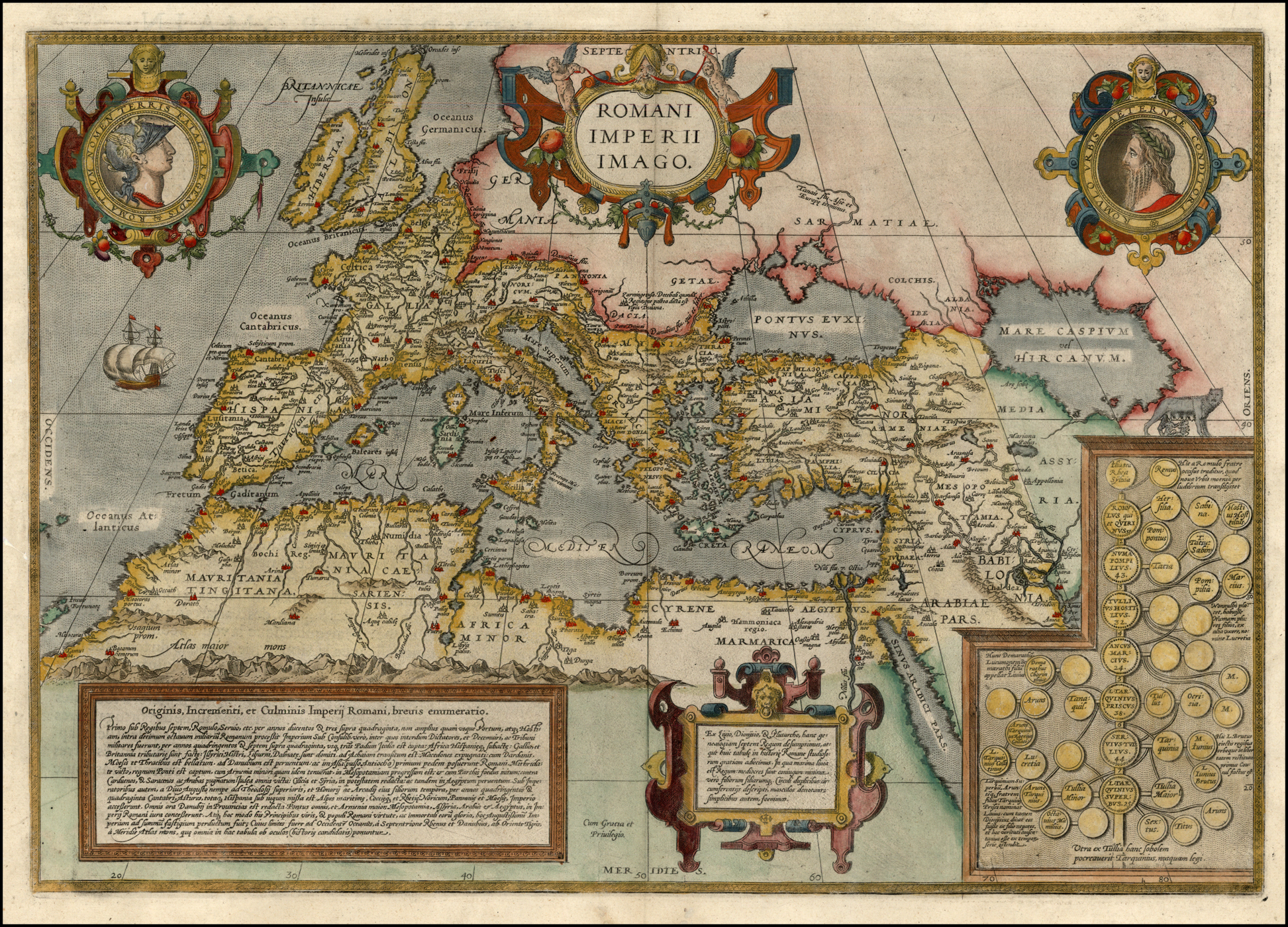
Historische Karte des römischen Imperiums für das Theatrum Orbis Terrarum von Abraham Ortelius

Orbis terrarum (lateinisch „Erdkreis, bewohnte Welt“) ist ein in der römischen Antike geprägter Begriff. Er setzt sich zusammen aus lat. orbis („Kreis“) und dem Genitiv Plural von terra („Erde, Land, Erdboden“). 
Überliefert ist der Begriff nach Heinz Bellen erstmals beim Triumphzug des Pompeius (61 v. Chr.) in Anklang an das Weltreich (griech. Oikumene) Alexanders des Großen, dessen Schrifttafeln die Siege in Afrika, Europa und Asien als „totum orbem terrarum nostro imperio“ besingen. Da unter Pompeius und im Mittelalter die Kugelgestalt der Erde bereits unstrittig war, steht das Wortspiel (Paronomasie) im Vordergrund, nicht die physische Gestalt des Erdkörpers als Flache Erde.
Spätere römische Imperatoren wie Augustus und Trajan wurden mit Ehrennamen wie Locupletator orbis terrarum („Weltbeglücker“) oder Propagator orbis terrarum („Erweiterer der Welt“) bezeichnet – Titel, die unter Hadrian auch das Porträt des Kaisers auf Münzen schmückten.